# Andreas von Weizsäcker

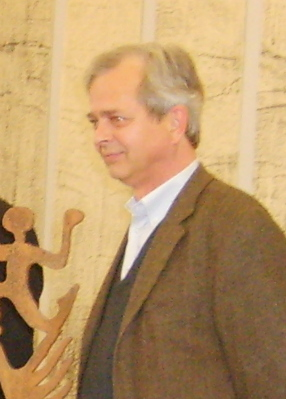
Andreas von Weizsäcker vor eigenen Abreibungen von Bäumen (Mainz 2006)

Andreas Freiherr von Weizsäcker (* 25. Juni 1956 in Essen; † 13. Juni 2008 in Gauting) war ein deutscher Bildhauer und Hochschullehrer.

## Leben

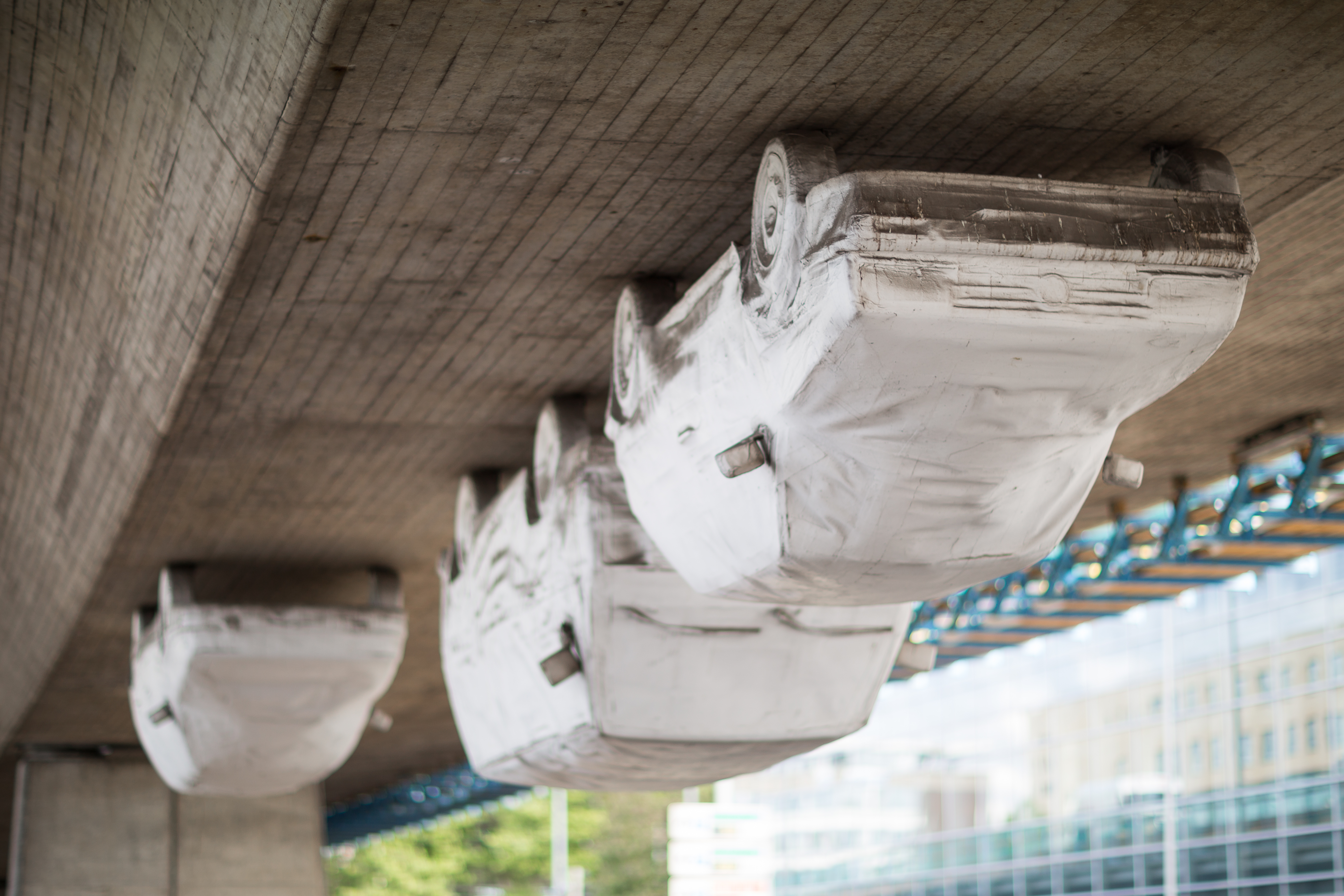
Von Weizsäckers Arbeit Hangover, im Jahr 1991 angebracht unter der Raschplatzhochstraße in Hannover.

Andreas von Weizsäcker entstammt dem pfälzisch-württembergischen Geschlecht Weizsäcker. Er war der zweite Sohn des ehemaligen deutschen Bundespräsidenten Richard von Weizsäcker und dessen Ehefrau Marianne, geb. von Kretschmann. Er war der Bruder von Robert K. von Weizsäcker, Beatrice von Weizsäcker und Fritz von Weizsäcker. Im Gegensatz zu vielen anderen der Familie Weizsäcker schlug er zunächst eine nichtakademische Laufbahn ein: Parallel zum Abitur an der Odenwaldschule erlernte er den Beruf des Bau- und Möbelschreiners, in dem er 1976 die Gesellenprüfung ablegte. Während seiner Zeit an der Odenwaldschule wohnte er in der Wohngruppe („Familie“) des pädokriminellen Schulleiters Gerold Becker, der als Haupttäter im Missbrauchsskandal an der Odenwaldschule gilt.  Pate Andreas von Weizsäckers war der Lebensgefährte Gerold Beckers, der umstrittene Reformpädagoge Hartmut von Hentig. Der Vater, Richard von Weizsäcker, war seit den 1960er Jahren im Förderkreis der Odenwaldschule e. V. tätig, bis 2. August 1984 auch in dessen Vorstand.
Ab 1977 war Andreas von Weizsäcker als Bühnenschreiner beim Westdeutschen Rundfunk in Köln tätig. 1978 engagierte er sich beim Deutschen Entwicklungsdienst in Thailand. Im selben Jahr stellte man ihm erstmals eine Krebsdiagnose: Malignes Lymphom. Die anschließende Therapie schien erfolgreich, und so konnte er 1979 ein Studium der Bildhauerei an der Akademie der Bildenden Künste in München aufnehmen, u. a. bei den Professoren Robert Jacobsen, Hubertus von Pilgrim und Eduardo Paolozzi, das er mit einem Diplom abschloss.
Es folgte von 1984 bis 1990 eine Assistenzzeit am Lehrstuhl für freie Bildhauerei bei Paolozzi, parallel dazu von 1986 bis 1989 ein Lehrauftrag für Papier und freie Bildhauerei an der Akademie der Bildenden Künste in München. 1988 war er als Stipendiat des Deutschen Akademischen Austauschdienstes u. a. in New York und San Francisco.
Es folgten Gastprofessuren an der Internationalen Sommerakademie für Bildende Kunst Salzburg in den Bereichen Skulptur, Papier und Recycling und 1993 bis 1995 eine Zusammenarbeit mit der Künstlerin Beate Passow bei ihrem Projekt Wunden der Erinnerung. 2001 erhielt er eine Professur für künstlerische Papierformung an der Akademie der Bildenden Künste in München. 2007 wurde er zum Prorektor der Akademie ernannt, deren Präsidentschaft er 2010 antreten sollte. Andreas von Weizsäcker war Mitglied im Deutschen Künstlerbund.
Am 13. Juni 2008 starb er im Alter von 51 Jahren in einem Krankenhaus in Gauting an einem Lymphom. Er wurde auf dem Friedhof in Wackersberg beigesetzt. Er war mit der Künstlerin Sabrina Hohmann verheiratet. Die Ehe blieb kinderlos.
Ein Teil des künstlerischen Nachlasses von Andreas von Weizsäcker befindet sich im Künstler:innenarchiv der Stiftung Kunstfonds, darunter neben Skulpturen auch Zeichnungen, Druckgrafiken und Archivalien.

## Werke
- Wunden der Erinnerung (1993–1995)
- Oberwasser-Kanalmuseum (Fremdeneingang zum Pettenkofer-Kanal), München, Akademiestraße (2001)[10]

„Zu den Motiven und Themen des Künstlers Andreas von Weizsäcker gehören Objekte in realen Zusammenhängen, die er mit Papier präzise abformt und dadurch von ihren eigentlichen Funktionen befreit. Er formt plastische Körper, indem er mit Feuchtigkeit durchdrungenes Büttenpapier über und an eine Positiv-Form mit Einbuchtungen und Erhebungen presst und anschließend die so entstandene Nachbildung trocknen lässt. Auf diese Weise visualisiert er nicht nur Spuren der Vergangenheit, er evoziert damit gleichzeitig eine Simultaneität – das Phänomen der doppelten Anwesenheit der Dinge. In der Abformung erhalten die Darstellungen eine neue Sinnlichkeit und dadurch Sinnhaftigkeit.“